# Erica Schramm
Erica Schramm (* 4. Oktober 1919 in Hamburg; † 11. September 2012 in Hamburg-Harvestehude) war eine deutsche Schauspielerin.

## Leben
Nach der Oberrealschule besuchte Schramm die Schauspielschule des Deutschen Schauspielhauses in Hamburg, wo sie zwei Jahre lang als Anfängerin ihre ersten Bühnenrollen erhielt. Ab 1947 gehörte sie zum Ensemble der Hamburger Kammerspiele, wo sie bis 1955 blieb. Danach kehrte sie im Rahmen von Stückverträgen immer wieder an die Kammerspiele zurück. 1957 spielte sie am Atelier-Theater Bern, 1964 die Rolle der tragischen Figur Henriette John in Die Ratten am Theater Ulm, 1965 bis 1966 an der Tribüne in Berlin Gretchens Nachbarin und Freundin Marthe Schwerdtlein im Urfaust und Madame Malaprop in Hildesheimers Lustspiel Rivalen basierend auf Richard Brinsley Sheridans Vorlage Die Rivalen.
1968 verkörperte sie am Ernst-Deutsch-Theater Celia Peachum, die Frau des Bettlerkönigs, in Die Dreigroschenoper. Bei einer Tournee 1972 mimte sie die Witwe Marthe Rull in Der zerbrochne Krug. Erneut an den Hamburger Kammerspielen gehörten zu ihren Rollen unter anderem die Aurora in Alexandre Bissons Schwank Der Schlafwagenkontrolleur (1971), die Marie Luise in Claude Magniers Komödie Oscar (1977) und die Kleinbürgerin Frau Kramer in dem Drama Draußen vor der Tür (1982).
Außer in einigen Spielfilmen wie der Komödie Lina Braake konnte man Erica Schramm in Fernsehserien wie Tatort, Sonderdezernat K1, Der Alte und Ein Fall für zwei erleben. In der Familienserie Alle Hunde lieben Theobald war sie zwölf Episoden als Zugehfrau Kuschka, die gute Seele des Hauses, an der Seite des Hauptdarstellers Carl Heinz Schroth zu sehen. 
Erica Schramm, verheiratete Hanauer, war Mutter eines Sohnes.

## Filmografie
- 1956: Drei Birken auf der Heide
- 1957: Bekenntnisse des Hochstaplers Felix Krull
- 1959: Das Nachtlokal zum Silbermond
- 1960: Kirmes
- 1961: Immer wenn es Nacht wird
- 1962: Sie schreiben mit (Serie) – Die Kraftprobe
- 1964: Haben
- 1964: Der gelbe Pullover
- 1964: Der Fall Jakubowski – Rekonstruktion eines Justizirrtums
- 1965: Ein Volksfeind
- 1965: Die Katze im Sack
- 1966: Spätsommer
- 1966: Rasputin
- 1966: Das gewisse Etwas der Frauen
- 1967: Der Zündholzkönig – Der Fall Ivar Kreuger (Fernsehfilm)
- 1967: Anastasia
- 1967: Das Kriminalmuseum (Serie) – Die rote Maske
- 1967: Die Verfolgung und Ermordung Jean Paul Marats
- 1967: Der Tag, an dem die Kinder verschwanden
- 1968: Ping Pong
- 1969/1970: Alle Hunde lieben Theobald (Familienserie, 12 Folgen)
- 1972: Tatort: Rechnen Sie mit dem Schlimmsten
- 1972: Blaubart (Barbe bleu)
- 1973: Wenn alle anderen fehlen
- 1974: Am Morgen meines Todes
- 1975: Derrick – Tod am Bahngleis
- 1975: Lina Braake oder Die Interessen der Bank können nicht die Interessen sein, die Lina Braake hat
- 1976: Slavers – Die Sklavenjäger
- 1979: Theodor Chindler
- 1979: Hatschi!! (Fernsehspiel)
- 1981: Sonderdezernat K1 – Die Rache eines V-Mannes
- 1983: Ein Fall für zwei (Fernsehserie, Folge Herr Pankraz, bitte!)
- 1984: Helga und die Nordlichter (Fernsehserie, 3 Folgen)
- 1984: Gesichter des Schattens
- 1985: Ein Heim für Tiere (Fernsehserie, Folge Rikki)
- 1986: Die Schwarzwaldklinik (Arztserie, Folge Die fromme Lüge)
- 1986: Geheimnis in Cornwall
- 1993: Der große Bellheim (Vierteiler, Teil 4)
- 1993: Das Traumschiff – Südafrika
- 1993/1994: Großstadtrevier (Fernsehserie, Folgen Oh, du fröhliche und Manege frei)
- 1995: Freunde fürs Leben (Fernsehserie, Folge Eisenbart)
- 1996: Heimatgeschichten (Fernsehserie, Folge Einsamer Wolf)
- 1996: SOKO München (Krimiserie, Folge Ausser Dienst)
- 1996: Eine fast perfekte Liebe
- 1997: Reise in die Dunkelheit
- 2001: Januar
- 2004: Rosamunde Pilcher – Tiefe der Gefühle